# Mandis Ågren
Mandis Ågren (Trollhättan, 15 juni 1878 – Lidingö, 15 april 1950) was een Zweeds zangeres. Zij huwde in 1907 de Zweedse industrieel en civiel ingenieur Gösta Klemming. Gösta Klemming en Mandis Ågren kregen vier kinderen waaronder Gerda Ingrid Klemming. Zij huwde op haar beurt Lennart Magnusson en uit dat huwelijk werd Tord Magnusson geboren, de man van Christina van Zweden.
Ågren kreeg onder meer lessen van Gurdrun Torpadie. 
Enige concerten:
- 27 oktober 1900;
  - samen met Erika Nissen en Karl Nissen
- 5 oktober 1901;
  - samen met pianiste Nanne Storm in werken van onder meer Christian Sinding;
- 4 april 1902: Een avond met Franz Schubert-liederen;
- 18 november 1902: 
  - voor de pauze Florizel von Reuter, vioolvirtuoos en toen tien jaar oud
  - na de pauze Ágren begeleid door Daniel Jeisler;
- 20 november 1902;
  - ander programma dan 18 november 1902 met dezelfde collegae;
- vervolgoptreden in Stockholm november 1902;
- 17 februari 1903 samen met Johan Backer Lunde met werk van Richard Wagner;
- in 1905, in de Duitse stad Anklam.

In Duitsland kreeg ze in 1904/1905 maar matige kritieken in haar liederen van Richard Strauss en Hugo Wolf.
Na haar huwelijk verdween ze van de podia.